# Ben O'Connor (hockeista su ghiaccio)
Ben O'Connor (Durham, 21 dicembre 1988) è un hockeista su ghiaccio britannico.

## Biografia
Ha rappresentato la Gran Bretagna ai Campionati mondiali IIHF del 2019, del 2021 e del 2022.
Dopo aver lasciato gli Sheffield Steelers nel 2020, O'Connor si è trasferito agli Sheffield Steeldogs, squadra della National Ice Hockey League. Il trasferimento ebbe luogo dopo che la stagione 2020-21 della Elite League fu sospesa a tempo indeterminato a causa delle continue restrizioni del coronavirus.
Nell'agosto 2021, O'Connor ha firmato con i Cardiff Devils, squadra dell'EIHL. Ha lasciato Cardiff nel dicembre 2021. Successivamente è passato alla squadra rumena dell'HSC Csíkszereda.
Nel luglio 2022, O'Connor è tornato all'EIHL firmando per i Guildford Flames.